# Ralph J. Canine

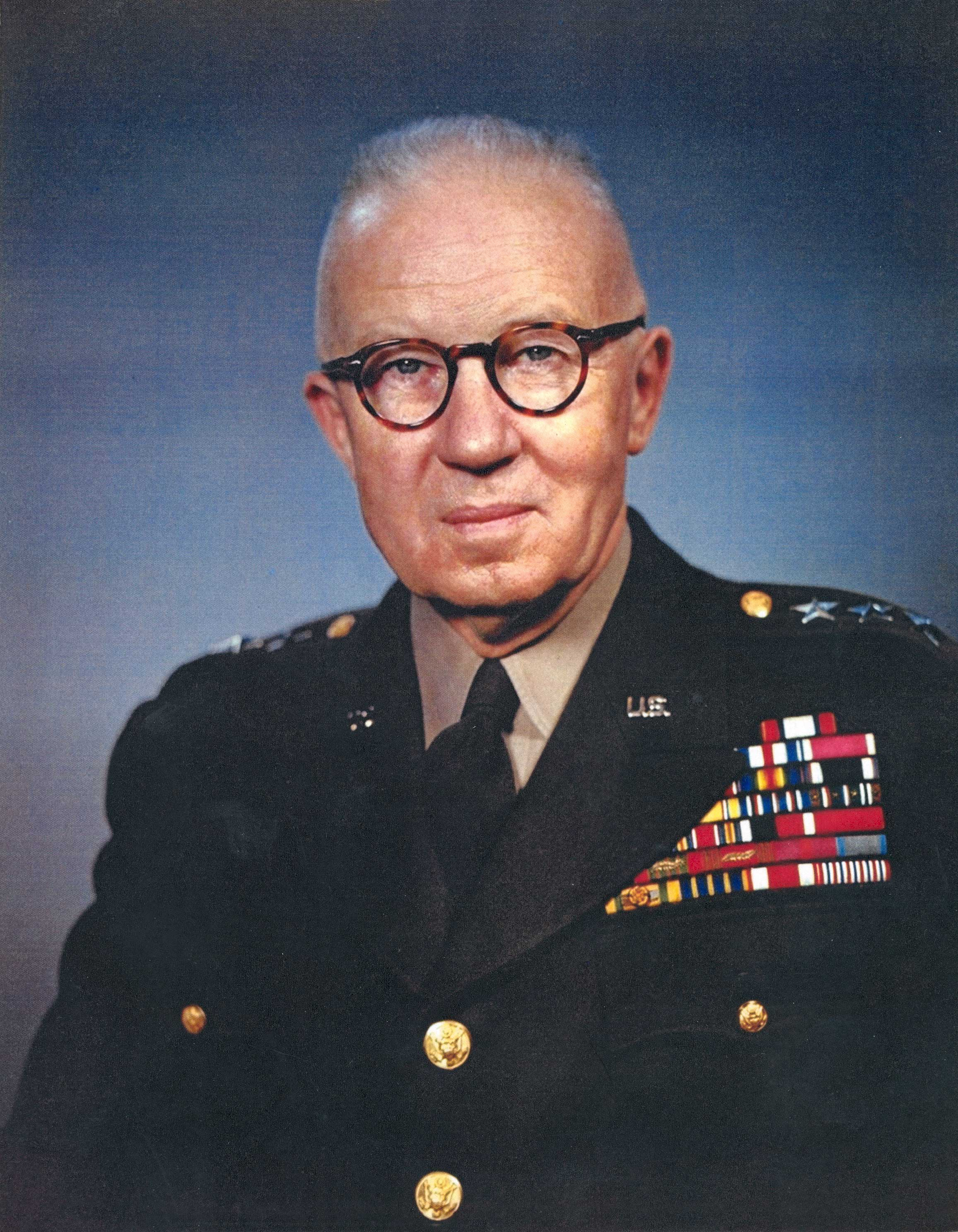
Ralph J. Canine

Ralph Julian Canine (* 9. November 1895 in Flora, Carroll County, Indiana; † 8. März 1969) war der erste Direktor der National Security Agency und vom 4. November 1952 bis zum 23. November 1956 im Amt. Er war maßgeblich an deren Aufbau und Ausbildung beteiligt.
Ralph Caine hatte ursprünglich nicht die Absicht eine militärische Laufbahn einzuschlagen. Er wollte im medizinischen Bereich, vorzugsweise als Arzt, arbeiten. Aus diesem Grund schrieb er sich an der Northwestern University ein, wo er Vorbereitungskurse auf ein Medizinstudium besuchte. Zur Zeit des amerikanischen Eintritts in den Ersten Weltkrieg trat er als Leutnant der United States Army bei. Er fand Gefallen am Militärleben und gab seine medizinischen Pläne zu Gunsten einer langen Laufbahn in der Armee auf. Im Lauf der Jahre stieg er bis zum Drei-Sterne-General auf. Während des Ersten Weltkrieges diente er in Frankreich. In den folgenden Jahren diente er an verschiedenen Militärstandorten, ohne besondere Kommandos zu bekleiden. Im August 1940 hatte er den Rang eines Oberstleutnants erreicht.
Während des Zweiten Weltkriegs wurde er zunächst der 77. Infanteriedivision als Stabsoffizier zugeteilt. Danach wurde er wieder auf dem europäischen Kriegsschauplatz eingesetzt. Dabei wurde er zunächst stellvertretender und dann 1945 tatsächlicher Stabschef des XII. Corps. Mit dieser Einheit drang er zusammen mit anderen Einheiten durch Frankreich bis nach Deutschland vor. Ende 1946 kommandierte er für einige Wochen den Replacement & School Command. Anschließend war er bis Anfang 1947 Stabschef beim V. Corps. Die folgenden zwei Jahre kommandierte er die Artillerie der 1. Infanteriedivision. Zwischen Mai und September 1949 war er deren Divisionskommandeur. In den Jahren 1949 und 1950 war er bei der Vorgängerorganisation des European Commands Leiter der Stabsabteilung G4 (Logistik). Im Jahr 1951 wurde er Direktor der Armed Forces Security Agency, aus der die NSA entstand und in der er bis 1956 in seiner Direktorenstellung weiter arbeitete.
Canine war für den größten Teil seiner Laufbahn Infanteriesoldat und hatte, als die NSA entstand, wenig Erfahrung mit Geheimdiensten. Als diese während der Suezkrise schlecht abschnitten, unternahm Canine den ungewöhnlichen Schritt, seine Organisation durch die private Beraterfirma McKinsey untersuchen zu lassen. Diese empfahl, die NSA nach zuerst geographischem Gebiet und auf zweiter Ebene nach Tätigkeiten (Fernmeldeaufklärung, Funkverkehrsanalyse, Kryptoanalyse usw.) einzuteilen, was auch geschah.

## Auszeichnungen
Auswahl der Dekorationen, sortiert in Anlehnung der Order of Precedence of Military Awards:
- Army Distinguished Service Medal
- Silver Star
- Legion of Merit